# 시초초등학교
시초초등학교는 대한민국 충청남도 서천군에 있는 공립 초등학교이다.

## 학교 연혁
- 1922년 5월 3일 시초공립보통학교 개교(4년제 2학급)
- 1941년 4월 1일 시초공립국민학교 개칭
- 1950년 4월 1일 시초국민학교로 개칭하였다
- 1960년 3월 1일 선동분교장을 설치
- 1961년 6월 1일 선동국민학교로 승격 분립
- 1981년 3월 5일 병설유치원을 개원
- 1984년 3월 1일 서천교육청지정 독서 시범학교로 지정
- 1988년 3월 1일 영어특활 시범학교로 지정
- 1992년 3월 1일 선동분교장 편입
- 1995년 3월 1일 유아교육 유공 유치원 표창(서천교육청)
- 1996년 3월 1일 시초초등학교로 개칭
- 1999년 2월 28일 선동분교장 통폐합
- 2001년 12월 28일 과학정보 우수교 표창(충남교육청)
- 2005년 3월 1일 농어촌지역 중심학교 지정(서천교육청)
- 2008년 3월 1일 예절교육 시범학교 운영(충남교육청)
- 2009-02-13	제85회 졸업생(졸업생 6750명 배출)
- 2009-03-01	충청남도교육청지정 교원능력개발평가 선도시범학교 운영
- 2010-03-01	충청남도교육청지정 방과후학교 시범학교 운영
- 2013-02-14	제89회 졸업식(졸업생 6,777명 배출)
- 2013-03-01	충청남도교육청지정 바른품성5운동 연구학교 운영
- 2013-03-01	초등학교 6학급 편성
- 2022-05-03    개교 100주년
- 2025-03-01    문산초등학교 통합

## 참고 자료
- 시초초등학교 - 한국교육학술정보원 학교알리미